# Synecdoche clara
Synecdoche clara är en insektsart som först beskrevs av Van Duzee 1917.  Synecdoche clara ingår i släktet Synecdoche och familjen vedstritar. Inga underarter finns listade i Catalogue of Life.